# Coleosoma octomaculatum
Coleosoma octomaculatum är en spindelart som först beskrevs av Friedrich Wilhelm Bösenberg och Embrik Strand 1906.  Coleosoma octomaculatum ingår i släktet Coleosoma och familjen klotspindlar. Inga underarter finns listade i Catalogue of Life.